# Potamyia siveci
Potamyia siveci är en nattsländeart som beskrevs av Malicky 1997. Potamyia siveci ingår i släktet Potamyia och familjen ryssjenattsländor. Inga underarter finns listade i Catalogue of Life.